# النور هانت
النور هانت (انگلیسی: Eleanor Hunt؛ ‏ ۱۰ ژانویهٔ ۱۹۱۰ – ۱۲ ژوئن ۱۹۸۱) بازیگر اهل ایالات متحده آمریکا بود.
از فیلم‌ها یا برنامه‌های تلویزیونی که وی در آن نقش داشته است، می‌توان به بزن‌بکوب! اشاره کرد.